# حالشون رو بگیر، هری!
حالشون رو بگیر، هری! (به انگلیسی: Give 'em Hell, Harry!) فیلمی ۱۰۴ دقیقه‌ای به کارگردانی استیو بیندر محصول کشور ایالات متحده آمریکا است.